# Jørgen Forchhammer
Jørgen Ebbesen Forchhammer (født 24. juni 1873 på Herlufsholm, død 25. juni 1963 i München) var en dansk stemmefysiolog; søn af rektor, dr.phil. Johannes Forchhammer.

## Liv og karriere
Forchhammer blev student fra Herlufsholm 1892; cand.polyt. 1898: forskellige ansættelser som ingeniør i Danmark og Tyskland 1898-1912; studerede samtidig sangkunst, blandt andet ved det Hochske Konservatorium i Frankfurt a. M. 1903-04; lærer i stemmefysiologi og fonetik ved universitetet i München 1921-38; lærer i samme fag ved Akademie der Tonkunst i München 1924-29; lærer i fonetik ved Deutsche akademische Auslandestelle i München 1934-38 og ved Deutsche Akademie, München 1934-39; professor i fonetik ved universitetet i München 1949. Han var formand for Verein der Münchner Stimmbildner und Gesanglehrer. Han blev tildelt medaljen »Bene merenti« af Bayerische Akademie der Wissenschaften 1953.

## Forfatterskab
Forchhammer har blandt andet skrevet: 
- Den menneskelige Stemme (1980);
- Theorie und Technik des Singens und Sprechens (1921);
- Stimm- und Sprechübungen (1923);
- Die Grundlage der Phonetik (1924);
- Sprachteutlehre (1928):
- Sprachlaute Im Röntgenbild (1929);
- Stimmbildung auf stimm- und sprachphysiologischer Grundlage i 3 bind:

I Bd. Die wichtigsten Probleme der Stimmbildung (1937),
II Bd. Die Ausbildung der Sprechstimme (1937),
III Bd. Die Ausbildung der Singstimme (1938);
- Deutsche Ausspracheübungen für In-und Ausländer (1938);
- Die Sprachlaute in Wort und Bild (1942);
- Deutsche Aussprachlehre (Laletik) für Dänen (1949);
- Einführung in die allgemeine Sprechkunde Phonetik (1949) samt talrige stemmefysiologiske og fonetiske artikler i fagblade.